# Япанк (Нью-Йорк)
Япанк (англ. Yaphank) — переписна місцевість (CDP) в США, в окрузі Саффолк штату Нью-Йорк. Населення — 5974 особи (2020).

## Географія
Япанк розташований за координатами 40°49′54″ пн. ш. 72°55′26″ зх. д. / 40.83167° пн. ш. 72.92389° зх. д. (40.831652, -72.923760).  За даними Бюро перепису населення США в 2010 році переписна місцевість мала площу 35,67 км², з яких 35,35 км² — суходіл та 0,32 км² — водойми.

## Демографія
Згідно з переписом 2010 року, у переписній місцевості мешкало 5945 осіб у 1872 домогосподарствах у складі 1325 родин. Густота населення становила 167 осіб/км².  Було 1961 помешкання (55/км²).
Расовий склад населення:
| - 87,9 % — білих - 7,2 % — чорних або афроамериканців - 1,8 % — азіатів - 0,2 % — корінних американців - 1,6 % — осіб інших рас |

До двох чи більше рас належало 1,4 %. Частка іспаномовних становила 11,4 % від усіх жителів.
За віковим діапазоном населення розподілялося таким чином: 19,5 % — особи молодші 18 років, 69,3 % — особи у віці 18—64 років, 11,2 % — особи у віці 65 років та старші. Медіана віку мешканця становила 40,1 року. На 100 осіб жіночої статі у переписній місцевості припадало 119,4 чоловіків;  на 100 жінок у віці від 18 років та старших — 124,1 чоловіків також старших 18 років.
Середній дохід на одне домашнє господарство  становив 106 370 доларів США (медіана — 94 896), а середній дохід на одну сім'ю — 114 982 долари (медіана — 108 150). Медіана доходів становила 66 281 долар для чоловіків та 53 966 доларів для жінок. За межею бідності перебувало 4,5 % осіб, у тому числі 6,6 % дітей у віці до 18 років та 3,5 % осіб у віці 65 років та старших.
Цивільне працевлаштоване населення становило 2724 особи. Основні галузі зайнятості: освіта, охорона здоров'я та соціальна допомога — 24,2 %, науковці, спеціалісти, менеджери — 15,6 %, роздрібна торгівля — 10,8 %, публічна адміністрація — 10,5 %.